# Westduin
Westduin is een gemeentelijke begraafplaats aan de Ockenburghstraat aan de zuidwestrand van de Nederlandse gemeente Den Haag.
Deze begraafplaats is in 1950 in gebruik genomen. De begraafplaats ligt naast crematorium Ockenburgh. De begraafplaats heeft ook een urnentuin met een urnenmuur en urnengraven.
In 1994 besloot de gemeenteraad acht begraafakkers van begraafplaats Westduin beschikbaar te stellen voor het islamitisch begraven.

## Monument Stijkelgroep

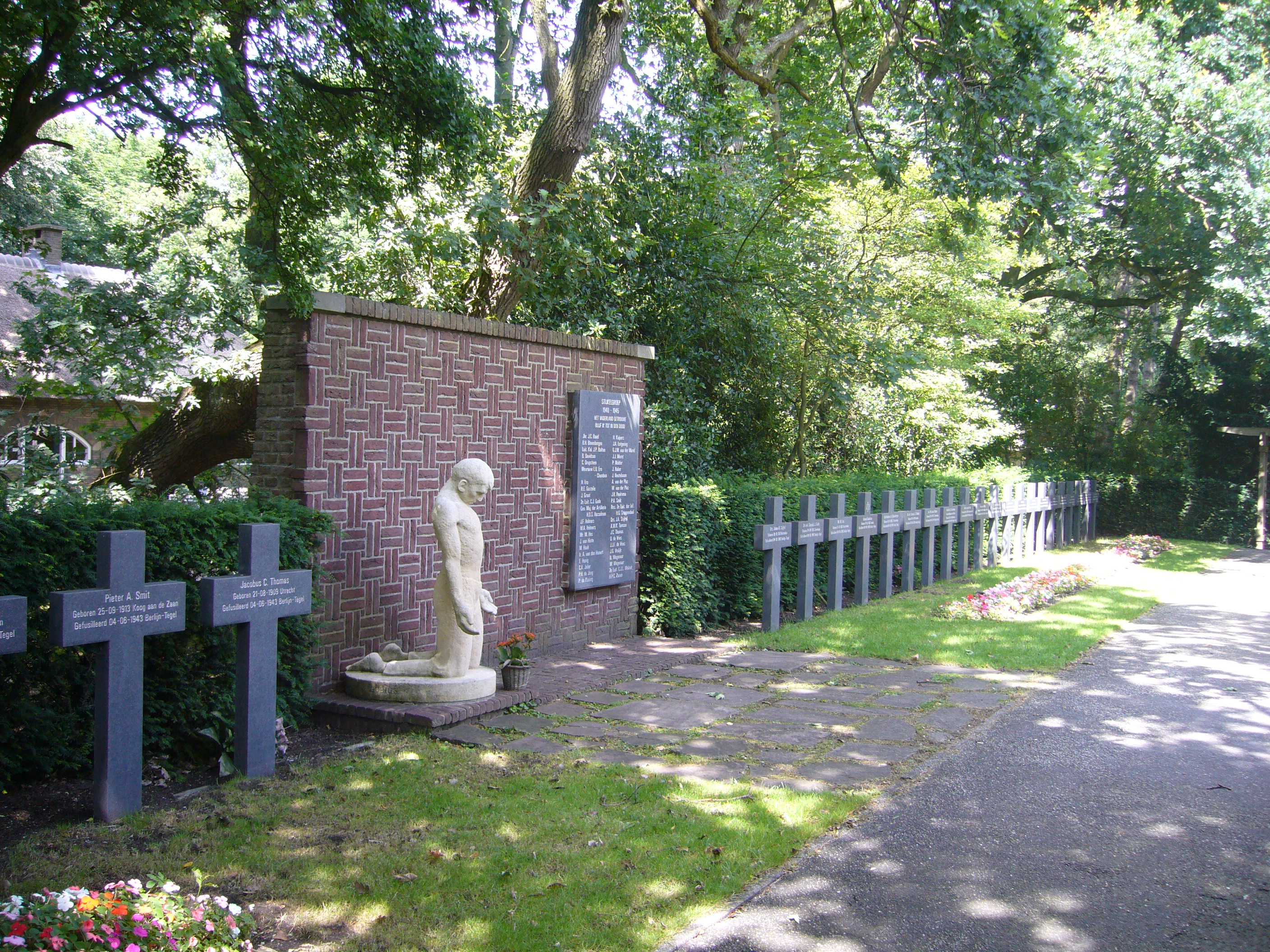
Graven van de Stijkelgroep

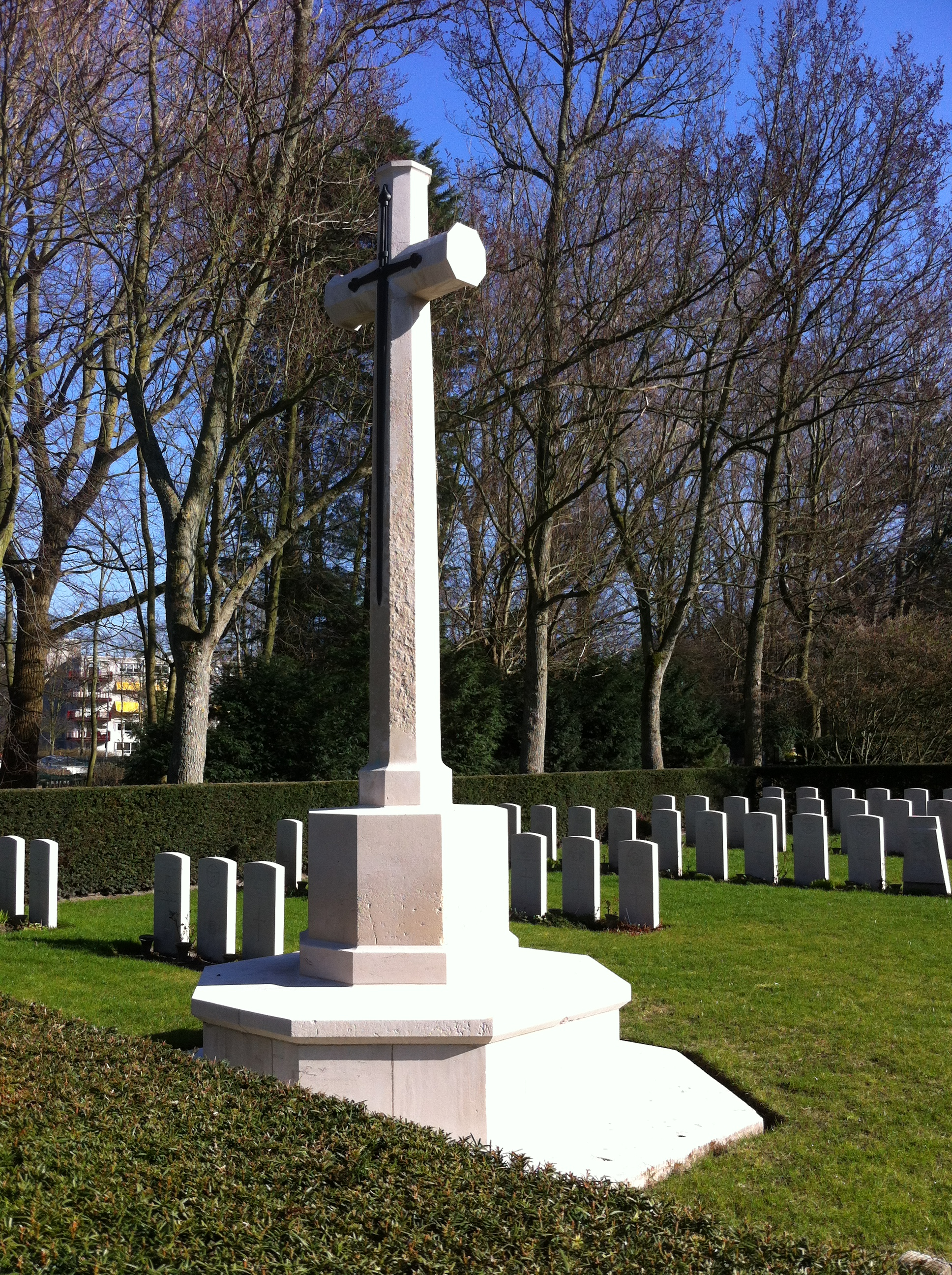
Brits ereveld

Op de begraafplaats bevindt zich een monument van de beeldhouwster Marian Gobius met daarnaast 43 graven van de Stijkelgroep.
Op 1 augustus 1947 is een herdenkingsdienst in de St. Jacobuskerk in de Parkstraat in Den Haag gehouden, waarna 33 leden van de Stijkelgroep worden herbegraven op Westduin. Hun stoffelijke overschotten waren overgebracht uit Berlijn, waar ze op 4 juni 1943 waren geëxecuteerd. Ook werd er een kruis neergezet voor de tien slachtoffers van wie de stoffelijke overschotten nooit zijn teruggevonden.
In 1953 onthulde burgemeester Frans Schokking een nieuw monument, bestaande uit een gemetseld monument met een kalkstenen plaat waarop alle namen staan. De houten kruisen zijn vervangen door kalkstenen kruisen.

## Oorlogsgraven van het Gemenebest
Links van de ingang bevindt zich een ereveld met gesneuvelden uit het Gemenebest. 
Er zijn 87 graven, de meeste van vliegeniers. 70 graven dragen een naam, 17 graven zijn van onbekende slachtoffers.
Op het ereveld staat een herdenkingskruis (Cross of Sacrifice) naar ontwerp van Sir Reginald Blomfield.
Het is uitgevoerd in natuursteen, en er is een bronzen zwaard op aangebracht.
De Commonwealth War Graves Commission is verantwoordelijk voor dit ereveld.

## Bekende personen

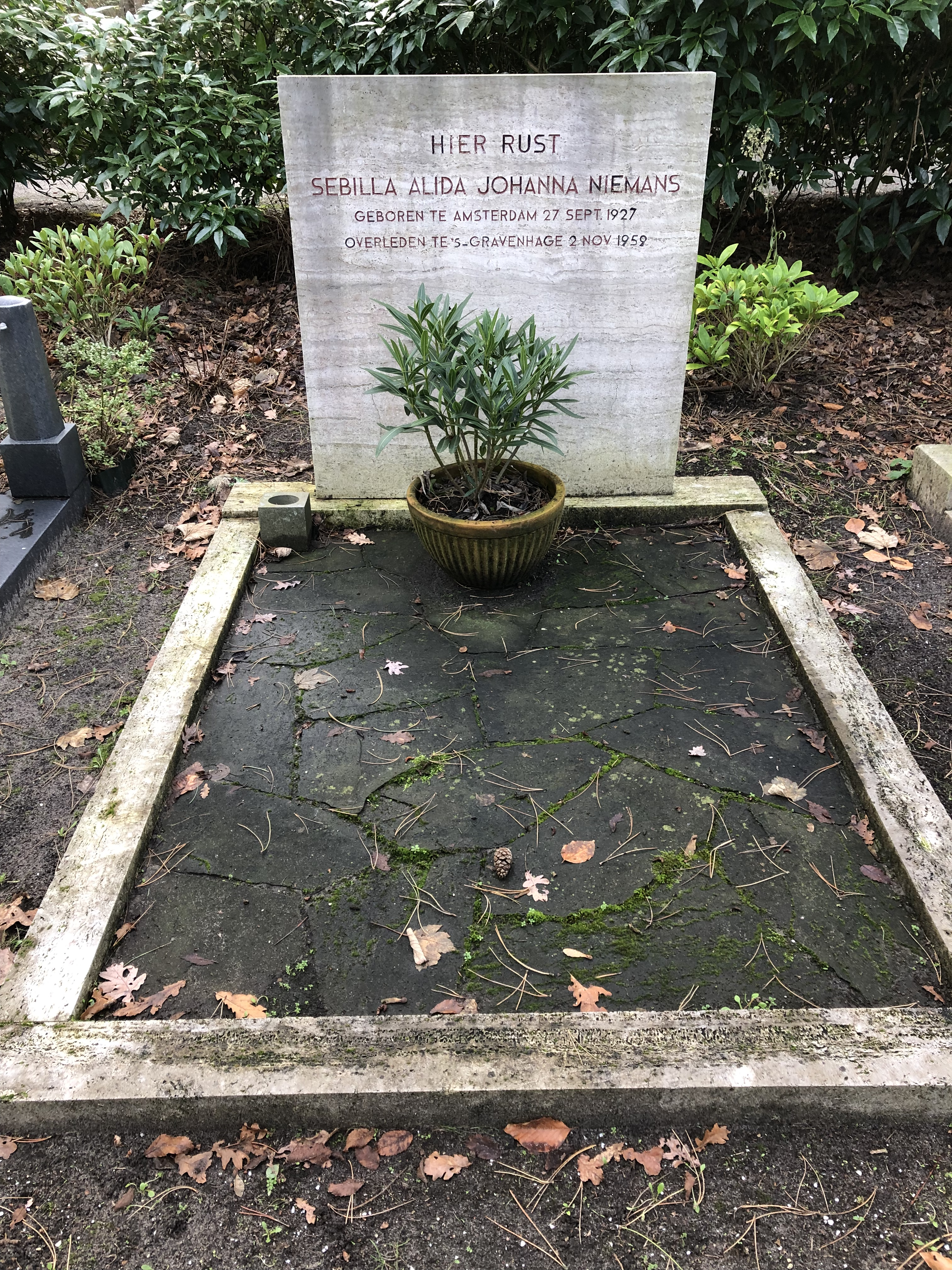
Graf van Sebilla Niemans, bijgenaamd Blonde Dolly

- Ko van Dijk jr. (1916-1978), acteur en regisseur
- Sebilla Niemans (1927-1959), bijgenaamd  Blonde Dolly, Haagse madam
- Georgette Hagedoorn (1910-1995), actrice
- Kees Klop (1947-2007), socioloog en bestuurskundige
- Alfred Lagarde (1949-1998), dj en muziekproducer
- Frans Luitjes (1944-1965), atleet
- Victor Marijnen (1917-1975), minister-president
- Martinus Nijhoff (1894-1953), dichter en schrijver
- Annemiek Padt-Jansen (1921-2007), harpiste en politica
- Jozef Rulof (1898-1952), esoterisch medium, schrijver en schilder